# Cepîhivka, Svatove
Cepîhivka (în ucraineană Чепигівка) este un sat în comuna Mistkî din raionul Svatove, regiunea Luhansk, Ucraina.

## Demografie
Componența lingvistică a localității Cepîhivka
     Ucraineană (98,11%)
     Alte limbi (1,59%)
Conform recensământului din 2001, majoritatea populației localității Cepîhivka era vorbitoare de ucraineană (98,11%), existând în minoritate și vorbitori de alte limbi.